# 北九州市立ひまわり中学校
北九州市立ひまわり中学校（きたきゅうしゅうしりつひまわりちゅうがっこう）は、北九州市小倉北区下富野一丁目にある公立中学校である。夜間中学校として2024年4月に開校。

## 概要
北九州市としては初の単独の夜間中学校であり、北九州市立菊陵中学校の校舎内に併設される。これまで北九州市には穴生中学校と城南中学校に自主学級として夜間学級が開設され、義務教育の学び直しが可能であった。2021年2月に文部科学省が衆議院予算委員会での菅義偉首相の答弁を受けて教育機会確保法に基づき今後5年以内に全都道府県・政令指定都市に1校ずつ夜間中学を設置することを要請したことから、北九州市でも2022年度に「北九州市公立夜間中学校を考える会議」を設置して検討を開始し、同年10月に2024年度に新たに夜間中学を開校する方向性を決定した。
2024年度の生徒募集では、出願資格は、北九州市在住で（市外在住者は要相談）、様々な理由により義務教育を終了していない人、不登校などにより学び直しを希望する人、または日本や母国で十分な義務教育を受けられなかった外国籍の人で、2009年4月1日以前に生まれた人（上限なし）、とされている。授業は中学校で学ぶ全9教科について行われ、月曜日から金曜日までの夜間に4時限開講されることとされ、外国籍などの生徒には必要に応じて日本語の支援も行う。昼間に働きながらの通学も可能で、制服はなく、授業料や教科書代は無償である。

## 沿革
- 2022年
  - 5月13日 - 「北九州市公立夜間中学校を考える会議」第1回会議[4]
  - 10月3日 - 「北九州市公立夜間中学校を考える会議」での検討結果を踏まえ、「公立夜間中学校の検討状況について」を提出[1]
- 2023年2月8日 - アンケート結果を踏まえ校名を「ひまわり中学校」に決定したことを市議会に報告[5]
- 2024年
  - 2月6日 - 校章を決定[6]
  - 4月1日 - 開校
  - 4月17日 - 開校式実施[7][8]